# Ricanula amethystinula
Ricanula amethystinula är en insektsart som först beskrevs av Gustav Breddin 1900.  Ricanula amethystinula ingår i släktet Ricanula och familjen Ricaniidae. Inga underarter finns listade i Catalogue of Life.